# Horst Söhnlein
Horst Söhnlein, né le 13 octobre 1942 et mort le 23 mars 2023, est un terroriste allemand d'extrême gauche et ancien membre de la Fraction armée rouge qui a été reconnu coupable d'incendie criminel en 1968 .
Le 2 avril 1968 avec Andreas Baader, Gudrun Ensslin et Thorwald Proll, il a mis le feu à deux grands magasins à Francfort-sur-le-Main pour protester contre "le génocide au Viêt Nam". Tous les quatre ont été arrêtés deux jours plus tard.  